# Amata cuprea
Amata cuprea là một loài bướm đêm thuộc phân họ Arctiinae, họ Erebidae.